# Dalius Čekuolis

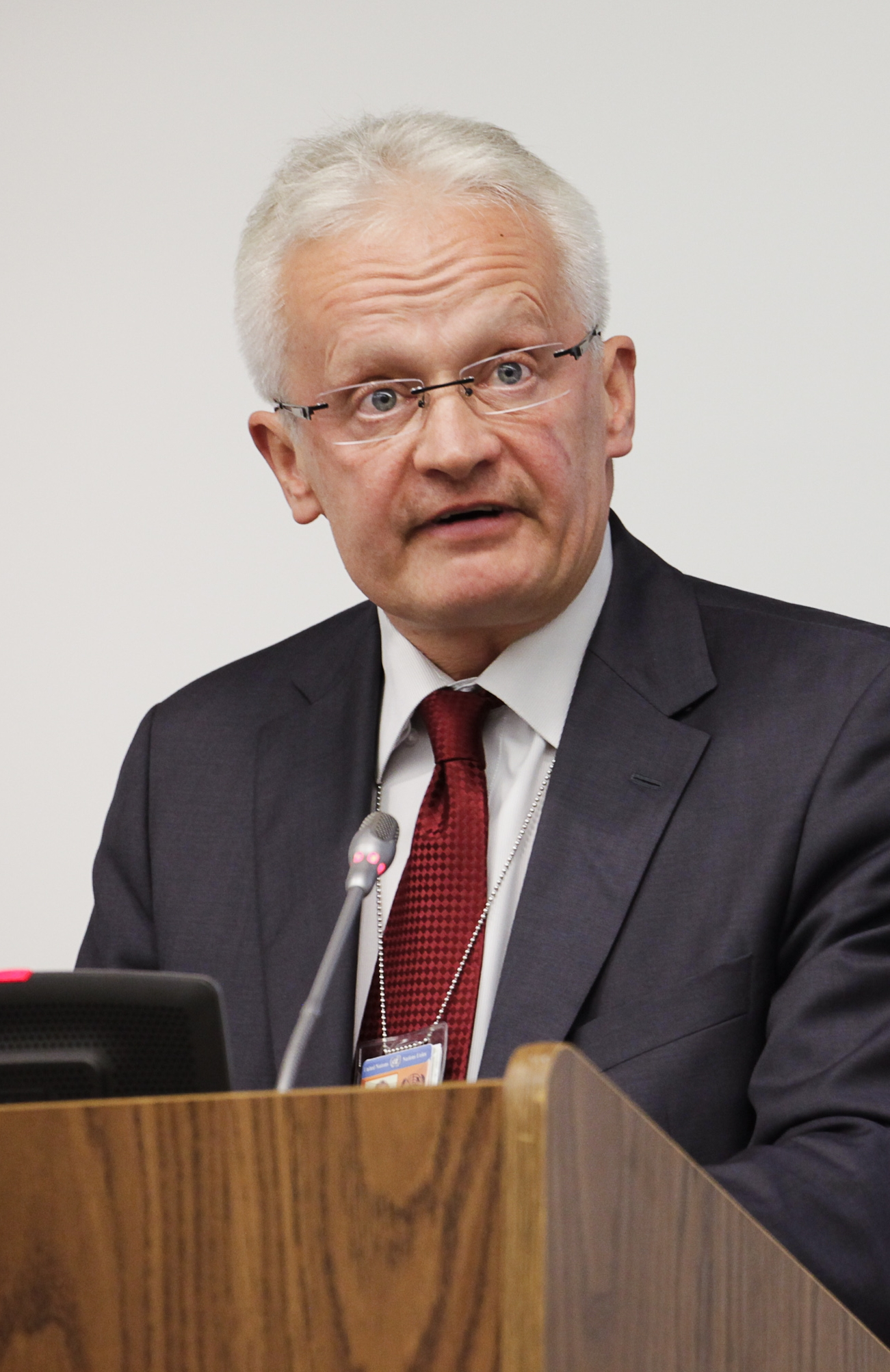
Dalius Čekuolis (2011)

Dalius Čekuolis (* 29. März 1959 in Vilnius) ist ein litauischer Diplomat. Er ist ein Zwillings-Bruder von Giedrius Čekuolis.

## Leben
Nach dem Abitur von 1966 1977 an der 15. Mittelschule Vilnius in Žvėrynas absolvierte Čekuolis von 1977 bis 1982 das Diplomstudium an dem Institut für Internationale Beziehungen (MGIMO) in Moskau. Er arbeitete als Diplomat im Außenministerium Sowjetlitauens und der Sowjetunion. Seit 1992 ist er Botschafter Litauens.

## Auszeichnungen
- 1998: Belgijos Didysis Karūnos kryžiaus ordinas
- 2003: Großkreuz des portugiesischen Verdienstordens
- 2003: Komtur des Ordens für Verdienste um Litauen[1]

## Quelle
1. ↑  Dalius Čekuolis (Seite nicht mehr abrufbar, festgestellt im Dezember 2023. Suche in Webarchiven)  Info: Der Link wurde automatisch als defekt markiert. Bitte prüfe den Link gemäß Anleitung und entferne dann diesen Hinweis. (Tūkstantmečio žmonės)

| Vorgänger              | Amt                                                                           | Nachfolger             |
| ---------------------- | ----------------------------------------------------------------------------- | ---------------------- |
| Vytautas Gylys         | Litauischer Botschafter in Kopenhagen 1992–1994                               | Raimundas Jasinevičius |
| Pranas Kūris           | Litauischer Botschafter in Brüssel 1994–1998                                  | Arvydas Daunoravičius  |
| Justas Vincas Paleckis | Litauischer Botschafter in Lissabon 1999–2004                                 | Hilda Griškevičienė    |
| Gediminas Šerkšnys     | Ständiger Vertreter Litauens bei den Vereinten Nationen in New York 2006–2012 | Raimonda Murmokaitė    |

| Personendaten    | Personendaten           |
| ---------------- | ----------------------- |
| NAME             | Čekuolis, Dalius        |
| KURZBESCHREIBUNG | litauischer Diplomat    |
| GEBURTSDATUM     | 29. März 1959           |
| GEBURTSORT       | Vilnius, Litauische SSR |